# هوراس بي. ويلارد
هوراس بي. ويلارد (بالإنجليزية: Horace B. Willard)‏ هو شخصية أعمال وطبيب وسياسي أمريكي، ولد في 2 مايو 1825، وتوفي في 1 أبريل 1900. حزبياً، نشط في الحزب الجمهوري. وقد انتخب عضو جمعية ولاية ويسكونسن.